# Sgùrr nan Coireachan
Sgùrr nan Coireachan är ett berg i Storbritannien.   Det ligger i kommunen Highland och riksdelen Skottland, i den nordvästra delen av landet, 700 km nordväst om huvudstaden London. Toppen på Sgùrr nan Coireachan är 956 meter över havet.
Terrängen runt Sgùrr nan Coireachan är huvudsakligen kuperad. Trakten runt Sgùrr nan Coireachan är nära nog obefolkad, med mindre än två invånare per kvadratkilometer. I omgivningarna runt Sgùrr nan Coireachan växer i huvudsak blandskog.